# 땅속 화덕

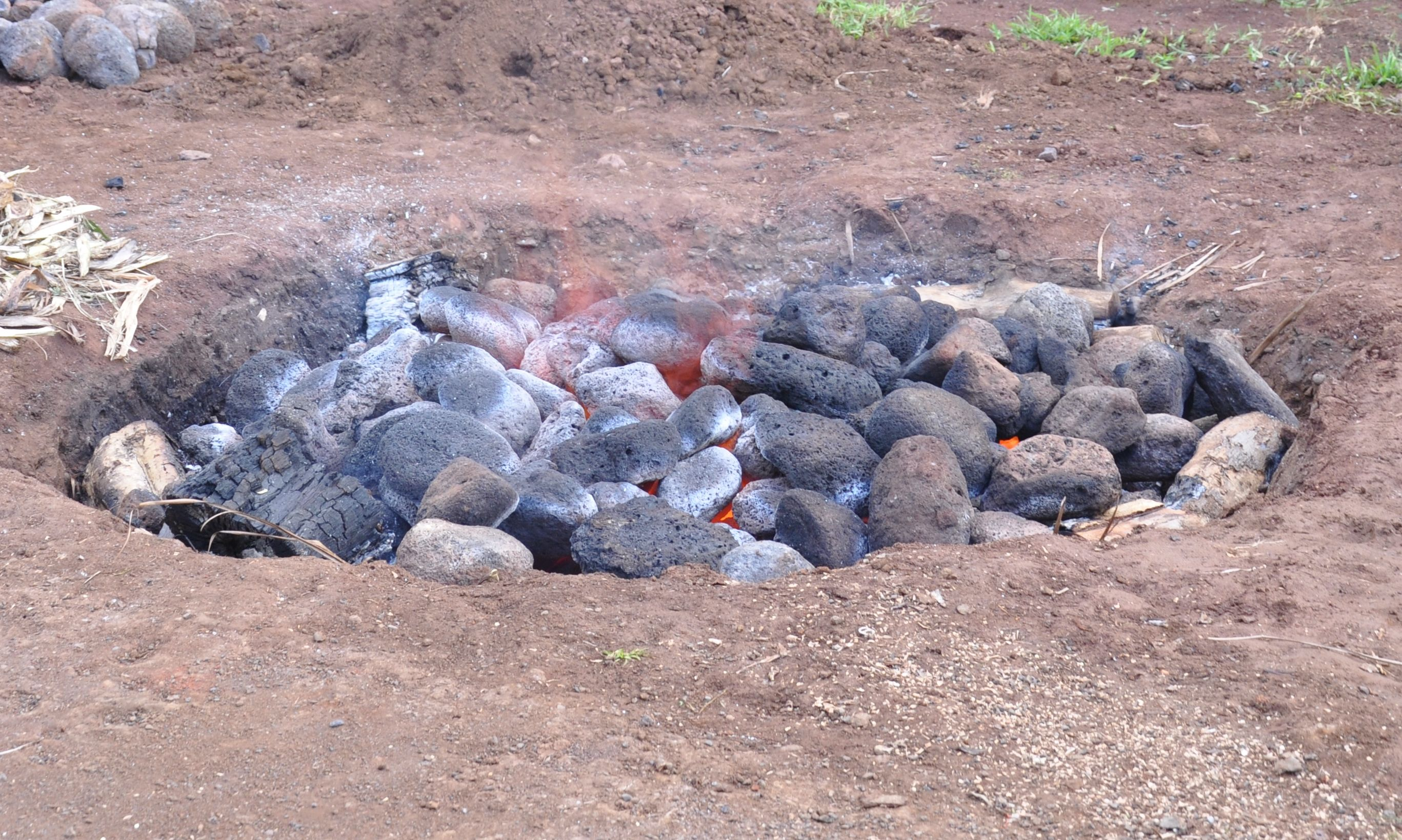
땅속 화덕

땅속 화덕(--火-) 또는 땅속 오븐(--oven)은 땅 속에 구덩이를 파고 열을 가두어 음식을 익히는 조리 구조이다. 가장 간단하고 오래 된 조리 방식 가운데 하나이며, 전 세계의 여러 문화에서 발견된다.
태평양 섬 지역의 땅속 화덕은 로보(피지어: lovo), 모투(피진어: motu), 무무(톡 피신: mumu), 아히마아(타히티어: ahima'a), 우무(마오리어·사모아어: umu, 통가어: ʻumu), 이무(하와이어: imu), 코우아(로투마어: koua) 등으로 불린다.

## 같이 보기
- 삼굿구이
- 칼루아
- 항이